# Лост-Бридж-Вілледж (Арканзас)
Лост-Бридж-Вілледж (англ. Lost Bridge Village) — переписна місцевість (CDP) в США, в окрузі Бентон штату Арканзас. Населення — 397 осіб (2020).

## Географія
Лост-Бридж-Вілледж розташований за координатами 36°23′23″ пн. ш. 93°54′56″ зх. д. / 36.38972° пн. ш. 93.91556° зх. д. (36.389694, -93.915559).  За даними Бюро перепису населення США в 2010 році переписна місцевість мала площу 8,36 км², уся площа — суходіл.

## Демографія
Згідно з переписом 2010 року, у переписній місцевості мешкали 434 особи в 205 домогосподарствах у складі 149 родин. Густота населення становила 52 особи/км².  Було 457 помешкань (55/км²). 
Расовий склад населення:
| - 95,6 % — білих - 2,5 % — корінних американців - 0,5 % — вихідців з тихоокеанських островів - 0,2 % — чорних або афроамериканців - 0,2 % — азіатів |

До двох чи більше рас належало 0,2 %. Іспаномовні складали 0,9 % від усіх жителів.
За віковим діапазоном населення розподілялося таким чином: 11,3 % — особи молодші 18 років, 53,7 % — особи у віці 18—64 років, 35,0 % — особи у віці 65 років та старші. Медіана віку мешканця становила 58,2 року. На 100 осіб жіночої статі у переписній місцевості припадало 104,7 чоловіків;  на 100 жінок у віці від 18 років та старших — 105,9 чоловіків також старших 18 років.
Середній дохід на одне домашнє господарство  становив 79 210 доларів США (медіана — 74 028), а середній дохід на одну сім'ю — 93 091 долар (медіана — 86 500). За межею бідності перебувало 8,7 % осіб, у тому числі 25,0 % дітей у віці до 18 років та 8,0 % осіб у віці 65 років та старших.
Цивільне працевлаштоване населення становило 171 осіб. Основні галузі зайнятості: виробництво — 32,2 %, мистецтво, розваги та відпочинок — 17,0 %, науковці, спеціалісти, менеджери — 15,8 %.